# بيلي مون
بيلي مون (بالإنجليزية: Billy Moon)‏ (7 يونيو 1868 بلندن في المملكة المتحدة - 9 يناير 1943 في المملكة المتحدة) هو لاعب كريكت ولاعب كرة قدم بريطاني (وحمل سابقاً جنسية المملكة المتحدة لبريطانيا العظمى وأيرلندا) في مركز حراسة المرمى. شارك مع منتخب إنجلترا لكرة القدم. أما مع النوادي، فقد لعب مع Old Westminsters F.C. ‏.

## وصلات خارجية
- بيلي مون على موقع ناشيونال فوتبول تيمز (الإنجليزية)
- بيلي مون على موقع عالم كرة القدم.نت (الإنجليزية)